# Komuna e Fajzës
Komuna e Fajzës är en kommun i Albanien.   Den ligger i prefekturen Qarku i Kukësit, i den norra delen av landet, 100 km norr om huvudstaden Tirana.
Omgivningarna runt Komuna e Fajzës är en mosaik av jordbruksmark och naturlig växtlighet.  Runt Komuna e Fajzës är det ganska tätbefolkat, med 58 invånare per kvadratkilometer.